# Tadeusz Płużański

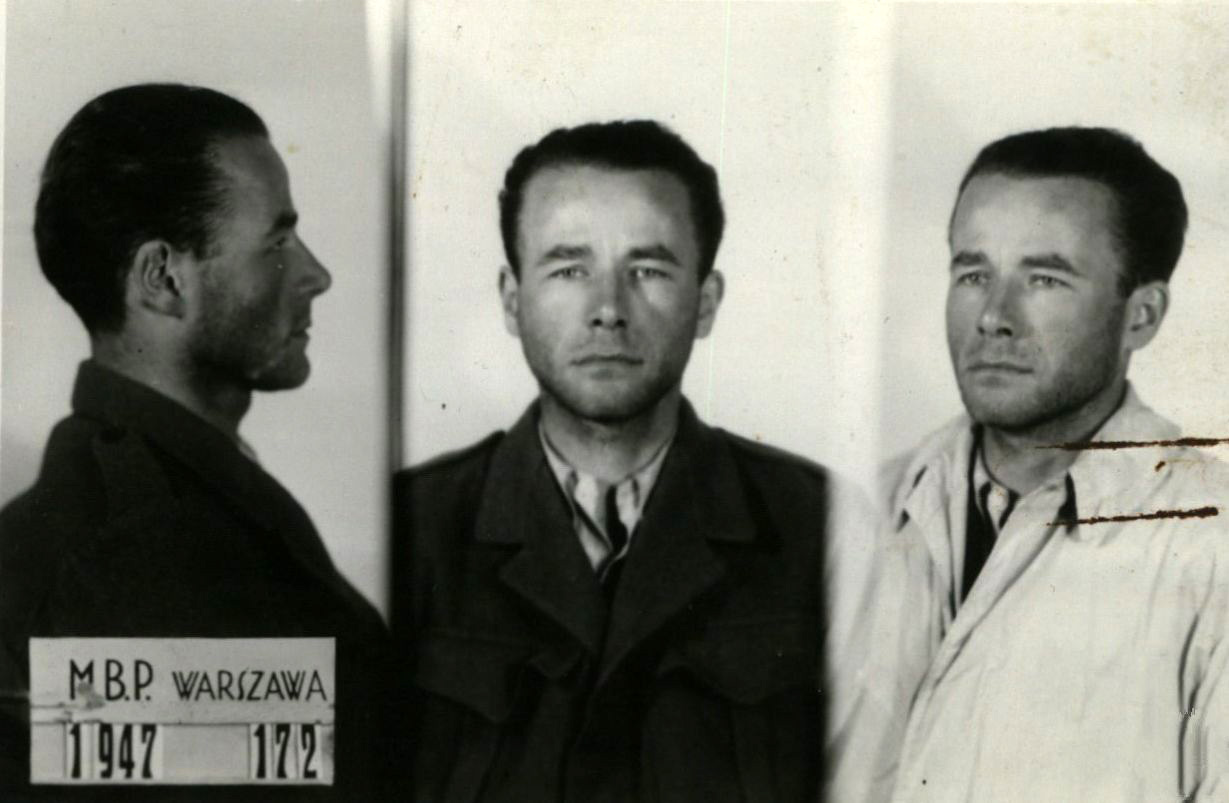
Tadeusz Płużański po aresztowaniu przez MBP 1947

Tadeusz Ludwik Płużański ps. Tadeusz Radwan (ur. 15 sierpnia 1920 w Miechowie, zm. 16 sierpnia 2002 w Warszawie) – uczestnik kampanii wrześniowej, członek PLAN następnie TAP, uczestnik podziemia niepodległościowego i antykomunistycznego, więzień polityczny w okresie stalinizmu, historyk filozofii, pisarz, pedagog.

## Życiorys

### Dzieciństwo i młodość
Dzieciństwo spędził w Wilnie, gdzie m.in. wstąpił do harcerstwa. W maju 1939 roku ukończył liceum im. T. Czackiego w Warszawie. Po agresji III Rzeszy na Polskę zgłosił się na ochotnika do 77. Pułku Piechoty. 20 września 1939 został ciężko ranny w bitwie pod Janowem Lubelskim. Po zakończeniu działań wojennych od grudnia 1939 roku działał w konspiracji, najpierw w lewicowej organizacji – Polskiej Ludowej Akcji Niepodległościowej, następnie w Tajnej Armii Polskiej. Nie należał do Armii Krajowej, ponieważ został aresztowany przez Gestapo zanim powstała ta organizacja.

### Obóz Stutthof
11 listopada 1940 roku został aresztowany przez Gestapo, a następnie został skazany i trafił do obozu w Stutthof (więzień nr 10525). Przeżył m.in. dlatego, że przez dłuższy czas pracował w stolarni, a potem w kuchni. Wielu współwięźniów zawdzięcza mu życie, gdyż on nielegalnie dostarczał im dodatkowe porcje żywności, za co mógł zostać zastrzelony. W czasie pobytu w obozie Niemcy kazali utopić Płużańskiego w korycie za kradzież grochu. Przed śmiercią uratował go bernardyn o. Sylwester Niewiadomy, który przeciągnął go na inny blok i dał kurtkę z nowym obozowym numerem. Wyszedł z obozu dopiero z chwilą zakończenia wojny, 9 maja 1945 roku. Był jednym z najdłużej przebywających w obozie.
Ojca Tadeusza Płużańskiego, Wacława (pracował jako nauczyciel), Niemcy zakatowali na Pawiaku. Z kolei brat Włodzimierz został rozstrzelany przez Niemców 9 listopada 1943 podczas jednej z łapanek w Warszawie.

### Konspiracja
Z obozu koncentracyjnego Stutthof wyszedł 9 maja 1945. Dnia 3 września 1945 został aresztowany przez UB na terenie Trójmiasta i został zawerbowany jako agent o ps. „Lech”.

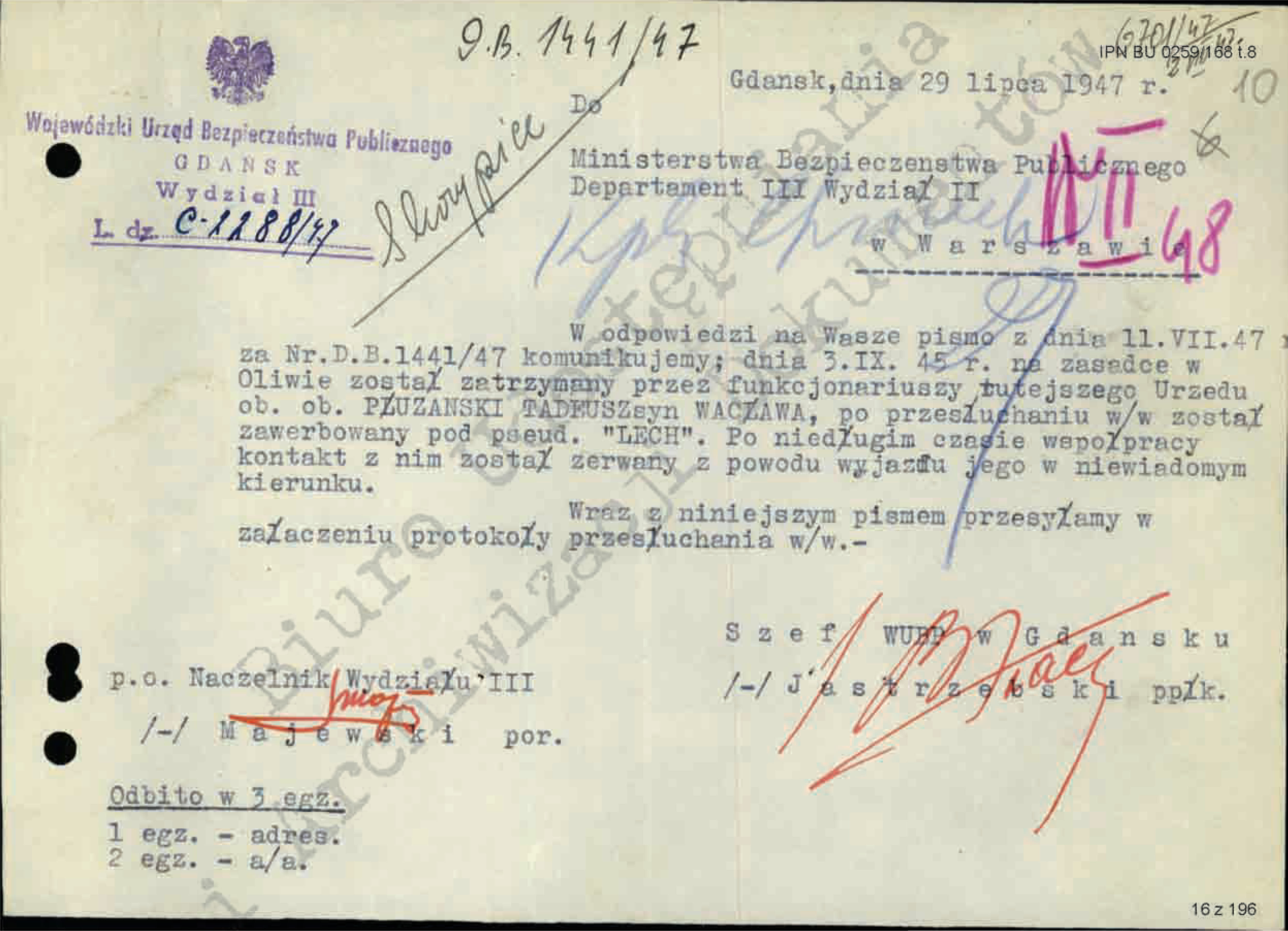
Informacja o zawerbowaniu Tadeusza Płużańskiego na agenta UB o ps. „Lech”

 W sieci agenturalnej był zarejestrowany od 3 września 1945 do 20 października 1946. Jego kontakt z UB urwał się w chwili opuszczenia Wybrzeża. W późniejszym czasie, po aresztowaniu w maju 1947, informacja o werbunku trafiła do śledczych od agenta celnego, który doniósł, że Płużański zwierzył mu się, że był aresztowany przez UB i ma kolegę w UB w Gdyni. Chciałby siedzieć w Gdyni, ponieważ na pewno kolega ułatwiłby mu odzyskanie wolności. Po tym donosie Wydział II Departamentu III MBP w Warszawie wystosował pismo do UB w Gdańsku z zapytaniem o Tadeusza Płużańskiego. W zwrotnym piśmie WUBP w Gdańsku potwierdził werbunek Tadeusza Płużańskiego na agenta. Pokazuje to, że warszawscy śledczy nie dysponowali wcześniej informacjami o podpisaniu zobowiązania do współpracy. Dokumenty dotyczące agenta „Lecha” zostały zniszczone w latach sześćdziesiątych przez Wydział „C” KW MO w Gdańsku.
Następnie przeniósł się do Warszawy, by rozpocząć studia. Pobyt w kacecie (1940–1945) wyrwał z jego młodego życia kilka lat, poza tym środowiskowy mit "Kolumbów" spowodował u niego frustrację spowodowaną "nieobecnością” w czasie walki.
Wspólnym znajomym Pileckiego i Płużańskiego był Makary Sieradzki, w jego domu w 1946 roku odbyło się ich pierwsze spotkanie. Płużański podczas okupacji nigdy nie widział Witolda Pileckiego, choć podczas pracy w konspiracji TAP miał z nim pośredni kontakt organizacyjny. Płużański zniechęcony panującą sytuacją w kraju usiłował wyjechać za granicę.
Pilecki chciał mu to umożliwić w zamian za przekazanie pierwszego meldunku do centrali – do ppłk. Kijaka. Dostarczenie meldunku nie powiodło się, ponieważ w Pilźnie na amerykańskim punkcie kontrolnym przekazano go do Pragi. Płużański na posterunku policji zniszczył meldunek „Witolda”. Po ucieczce z obozu dla internowanych dotarł do II Korpusu. Po udowodnieniu, że zna Pileckiego został przyjęty jako podporucznik tej formacji.
Otrzymał polecenie powrotu do Polski z misją kurierską (przywiózł pieniądze – 4100 USD, klisze z pisemnym pełnomocnictwem podpisanym przez generała Andersa, tekst instrukcji rządu).
Po powrocie został jednym ze współpracowników Witolda Pileckiego.
Płużański we wrześniu 1946 roku wprowadził do „grupy Witolda Pileckiego” Leszka Kuchcińskiego, swojego znajomego z początkowego okresu konspiracji w TAP. Tadeusz Płużański podejrzewał, że Kuchciński przed aresztowaniem prowadził jego inwigilację.
Na parę dni przed zatrzymaniem przez UB Stefana Gussa (Guza) skontaktował się z nim Tadeusz Płużański proponując mu kontynuowanie pracy konspiracyjnej. Dnia 27 września 1946 Guss został zatrzymany przez PUBP. Guss już podczas pierwszego przesłuchania w Tucholi załamał się i ujawnił informację o spotkaniu oraz prowadzoną korespondencję z Płużańskim. Pod ps. „Jakub” wziął udział w rozpracowywaniu Witolda Pileckiego i Tadeusza Płużańskiego oraz ustalił poznański adres narzeczonej Płużańskiego studentki med. Stanisławy Skłodowskiej i przyczynił się do jej aresztowania. Po spotkaniu 15 listopada 1946 na dworcu w Bydgoszczy z Pileckim i Płużańskim opracował raport z tej wizyty, w którym podał funkcjonariuszom UB rysopis Witolda Pileckiego, później podał rysopis Stanisławy Skłodowskiej i Tadeusza Płużańskiego. Urząd Bezpieczeństwa w Bydgoszczy wszedł także w posiadanie zdjęcia Tadeusza Płużańskiego.
Guz 16 lutego 1947 powiedział Płużańskiemu, że czuje się zagrożony w kraju i chce wspólnie wyjechać za granicę. Płużański zaproponował, by Guz wyjechał za niego. Płużański przekazał agentowi „Jakubowi” szereg informacji o działalności, finansowaniu organizacji Pileckiego oraz o tym, że Niemcy pomagają im w przejazdach dostarczając fałszywe dokumenty. Płużański zaproponował, by Guz wyjechał za niego przez Szczecin na podstawie dokumentów niemieckiego marynarza. W maju 1951 w raporcie komisji III Wydziału WUBP w Bydgoszczy dotyczącym pracy Stefana Guza zapisano, że dzięki niemu w 1947 roku została rozpracowana i zlikwidowana trzyosobowa grupa dywersyjno-szpiegowska gen. Andersa (Płużański, Skłodowska, Pilecki). Został za to wynagrodzony finansowo.

W 1947 Płużański nawiązał kontakt z Kazimierzem Rusinkiem, znajomym z obozu Stutthof. Rusinek był w tamtym czasie prominentnym działaczem, sekretarzem ZZZ, a po wyborach ministrem pracy i opieki społecznej. Płużański chciał uregulować swoje sprawy w R.K.U. (Rejonowa Komenda Uzupełnień). Rusinek zaproponował Płużańskiemu, by napisał w tej sprawie do „bezpieki”. Jedynie co Rusinek załatwił Płużańskiemu to członkostwo w Związku Uczestników Walki Zbrojnej o Niepodległość i Demokrację. Po aresztowaniu Tadeusza Płużańskiego pisma, które pisał do Rusinka znalazły się w materiałach operacyjnych MBP.
Jego współpraca z Witoldem Pileckim polegała na: 
- skontaktowaniu w Bydgoszczy „Witolda” z dowódcą oddziału leśnego z Borów Tucholskich Stefanem Gussem ps. „Dan”[21];
- wciągnięciu do konspiracji znajomego z TAP Leszka Kuchcińskiego;
- redagowaniu, przepisywaniu informacji uzyskanych z terenu MBP od Wacława Alchimowicza;
- poprawieniu stylistycznym i przepisaniu na maszynie Raportu „Brzeszczota” (raport przekazał Pileckiemu w końcu 1946 r.)[22];
- pełnieniu roli pośrednika i łącznika pomiędzy „Witoldem” a informatorem z MBP (Alchimowicz nie znał Pileckiego. Nigdy się nie widzieli);

oraz działalności kurierskiej:
- w styczniu 1946 r. wyjechał na zachód do II Korpusu w celu przekazania meldunku nr 1 (meldunek zniszczył, a wiadomość przekazał ustnie);
- w styczniu 1946 r. powrócił z 4100 $, kliszami z pisemnym pełnomocnictwem podpisanym przez generała Andersa oraz tekstem instrukcji rządu;
- w czerwcu 1946 roku przywiózł pełnomocnictwo dla Mierzejewskiej Jadwigi, zawierające upoważnienie do konsolidacji i rozbudowy sieci szpiegowskiej w Polsce, instrukcję wywiadowczą oraz 4200 $;
- wraz z Kauckim Maksymilianem i Jamonttem-Krzywickim Ryszardem zorganizował sieć lądowych dróg kurierskich;

W konspiracji działał od stycznia 1946 roku do aresztowania dnia 6 maja 1947 roku.

### Aresztowanie i śledztwo
Został aresztowany 6 maja 1947 roku. W tamtym momencie bezpieka miała w wysokim stopniu rozpracowaną grupę Pileckiego. W dniach 6, 7, 8 maja złożył zeznania o współpracy z „Witoldem”, nie zdradził jednak tożsamości dowódcy. Napisał o tym dr Adam Cyra: „Rotmistrz znalazł się w sytuacji bez wyjścia, ponieważ funkcjonariusze UB wiedzieli o nim bardzo dużo, w czym mogły im pomóc również obszerne zeznania Tadeusza Płużańskiego na temat Pileckiego przed jego zatrzymaniem, których protokoły są opatrzone datami 6, 7 i 8 maja 1947 r.
W zeznaniach tych Płużański podał: „W początkach lipca 1946 r. w mieszkaniu u Sieradzkich, ul. Pańska nr 85 m. 9, skontaktowałem się z »Witoldem«” (Akta procesowe Pileckiego, t. 1, k. 182). Podczas przesłuchań Płużański nie podał jednak prawdziwego nazwiska „Witolda”, wspomniał tylko, że przebywał on w KL Auschwitz pod nazwiskiem Tomasz Serafiński (Akta…, t. 1, k. 189). Nadto Płużański zeznał już podczas przesłuchania w dniu swojego zatrzymania przez funkcjonariuszy UB: „Z »Witoldem« ostatnio miałem spotkanie w dniu 6 maja 1947 r. w Warszawie na ul. Pańskiej 85 m. 9 u Sieradzkich. (…) Dojście do »Witolda« mam jedynie przez Sieradzkich, którzy znają go kilka lat i wyrażają się o nim jako o człowieku porządnym i uczciwym” (Akta… t. 1., k. 172 i 173).”. Płużański ujawnił również, że na żądanie „Witolda” zbierał dane o pracownikach zatrudnionych w MBP w celu ewentualnej likwidacji (którą proponował autor Raportu Brzeszczota - Leszek Kuchciński). 
Śledztwo również prowadzono w celi przy pomocy konfidentów, którzy gdy zdobyli zaufanie więźnia ułatwiali śledczym pracę. 27 maja 1947 roku agent celny "Gołąb" doniósł, że Witold Pilecki żalił się podczas rozmów ze współwięźniami, że Płużański działał na własną rękę sam jeżdżąc do Szczecina i Poznania. Narzekał, że „ten młody człowiek” starał się być zbyt gorliwy, mieć zbyt dużo materiału i przez to naprowadził bezpiekę na całą jego pracę, że przez tego młodego człowieka wszystko wpadło. 
3 czerwca 1947 roku agent w celi donosił, że Płużański zna prawdziwe nazwisko „Serafińskiego” oraz wie, że jest jednym z najzdolniejszych oficerów wywiadu Andersa.
Według słów Płużańskiego podczas śledztwa był bity, torturowany fizycznie i psychicznie przez Józefa Różańskiego (pomagali mu także Eugeniusz Chimczak i Adam Humer).
Wyrok w procesie pokazowym tzw. grupy Witolda (Witold Pilecki, Maria Szelągowska, Ryszard Jamontt-Krzywicki, Maksymilian Kaucki, Witold Różycki, Makary Sieradzki, Jerzy Nowakowski) zapadł 15 marca 1948 r. i brzmiał: podwójna kara śmierci.

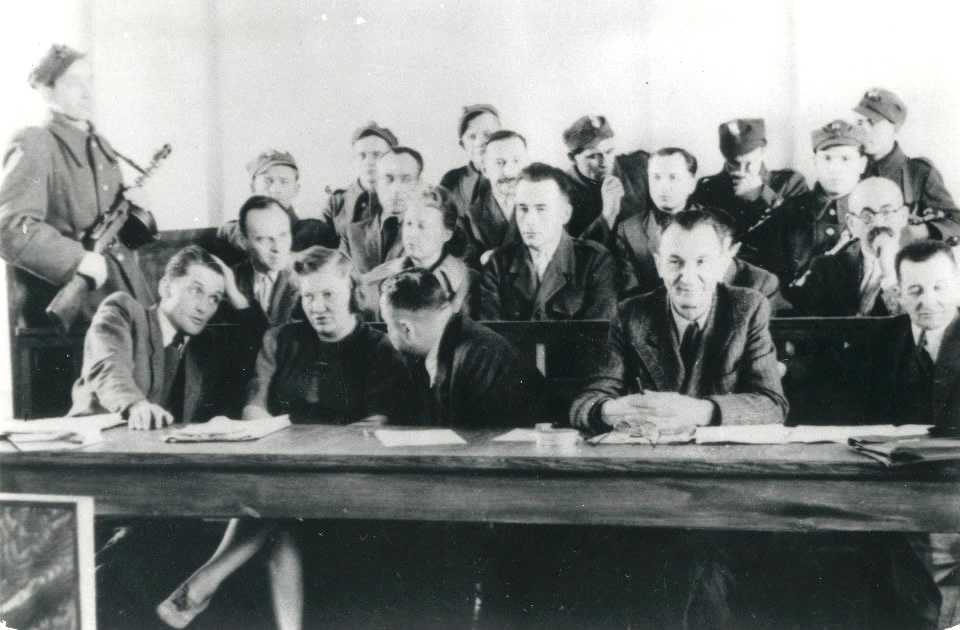
Adwokaci i ława oskarżonych (drugi rząd) w procesie Witolda Pileckiego, marzec 1948

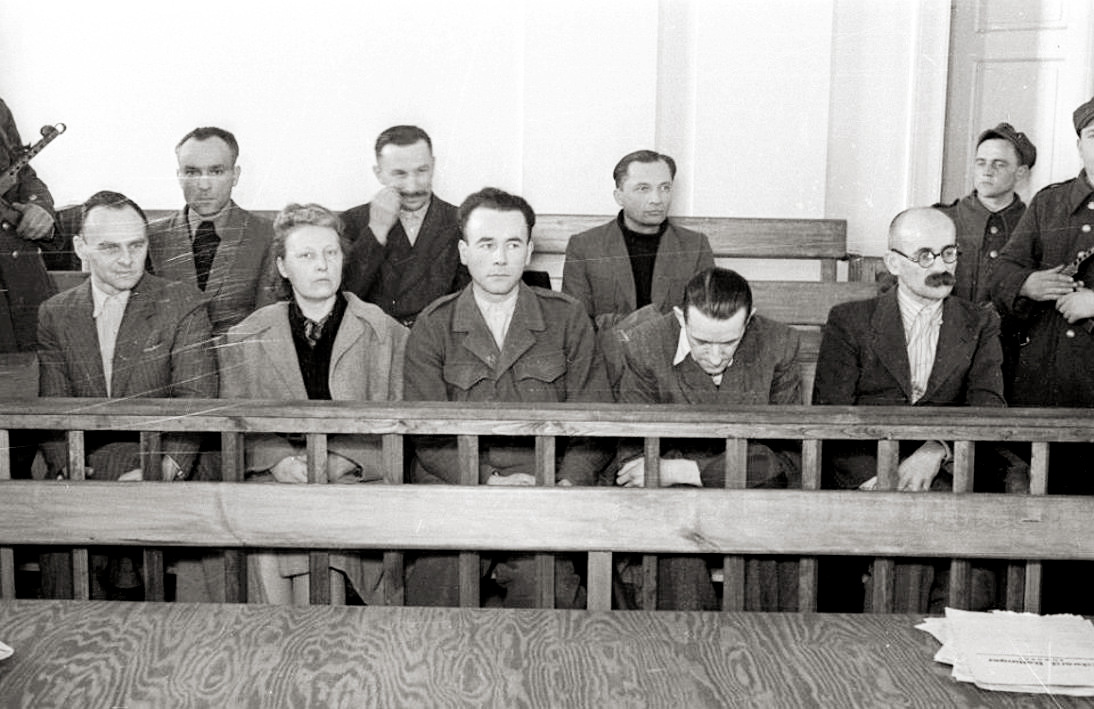
Ława oskarżonych w procesie Witolda Pileckiego (marzec 1948). Od lewej: Witold Pilecki, Maria Szelągowska, Tadeusz Płużański

W celi śmierci spędził dwa miesiące. Kara śmierci została zamieniona na dożywotnie więzienie. W więzieniu we Wronkach przebywał ponad osiem lat. Wolność odzyskał po amnestii 10 czerwca 1956 roku.

### Życie w PRL-u i RP
Po wyjściu ze stalinowskiego więzienia pracował przez rok jako ślusarz (zawód ten zdobył w obozie w Stutthofie). Eksternistycznie studiował ekonomię polityczną w Wyższej Szkole Handlowej w Poznaniu, a następnie od 1957 rozpoczął studia na Wydziale Filozofii Uniwersytetu Warszawskiego. Na swoje utrzymanie zarabiał, pracując jako dziennikarz w Agencji Robotniczej. Stopień magistra uzyskał w 1961 roku, w 1964 obronił pracę doktorską, a pięć lat później habilitował się. Tytuł profesora otrzymał w roku 1979. Pracował w Instytucie Filozofii i Socjologii PAN, w latach 80. wykładał gościnnie w Instytucie Religioznawstwa UJ, a od 1995 był kierownikiem katedry filozofii na Uczelni Łazarskiego d. Wyższa Szkoła Handlu i Prawa w Warszawie.
Jeszcze przed uzyskaniem profesury udało mu się doprowadzić do zatarcia śladów skazania przez Ministerstwo Sprawiedliwości PRL.
W 1990 roku minister sprawiedliwości Aleksander Bentkowski zwrócił się do Sądu Najwyższego o rozstrzygnięcie kwestii: czy ważne są przepisy szczegółowe i akty prawne z lat stalinowskich, które za zdradę stanu uznawały wybór innej opcji polityczno-ustrojowej. Ponieważ dekret PKWN (o szczególnej ochronie państwa wydany w październiku 1944 roku) był sprzeczny z normami prawa międzynarodowego, stąd oparte na nim wyroki były z istoty nieważne, więc podejmowanie procesów rehabilitacyjnych uznano za niezasadne.
Prokuratorzy z Naczelnej Prokuratury Wojskowej w 1990 roku podjęli rewizję procesu grupy rotmistrza Pileckiego. Unieważnienie wyroku w sprawie Witolda Pileckiego oraz pozostałych zasądzonych wraz z nim w 1948 roku oskarżonych nastąpiło dnia 1 października 1990 roku. Wojskowy Sąd Najwyższy uwolnił skazanych od stawianych im ongiś zarzutów, podkreślając niesprawiedliwy charakter wydanych wyroków, które zapadły z naruszeniem prawa. Sąd Najwyższy podkreślił patriotyczną postawę niesłusznie skazanych.
10 listopada 1994 został odznaczony Krzyżem Oficerskim Orderu Odrodzenia Polski za wybitne zasługi na rzecz niepodległości i suwerenności Polski oraz działalność społeczną w organizacjach kombatanckich.
Został pochowany na cmentarzu Powązkowskim w Warszawie (kwatera 299b-1-10).

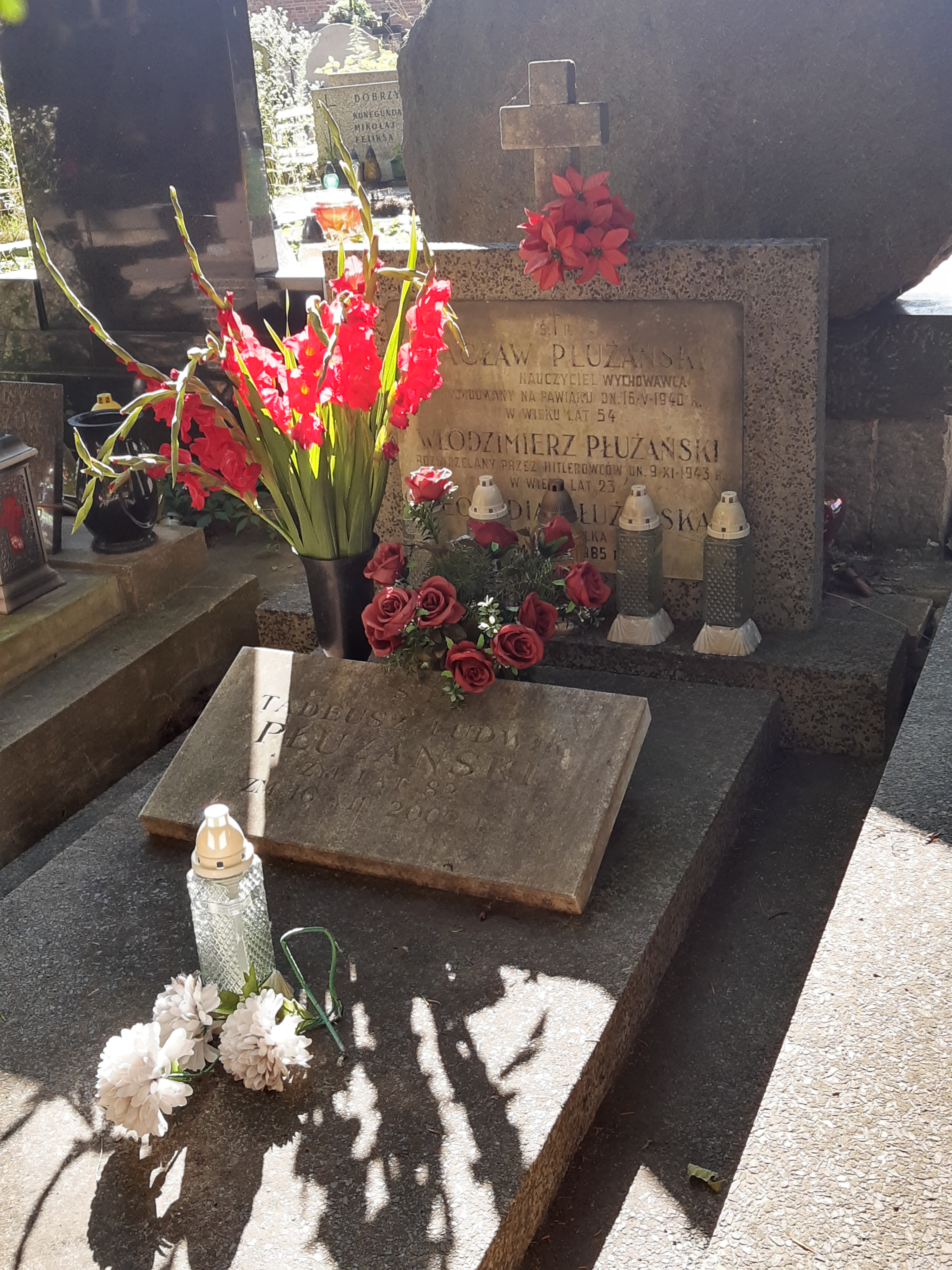
Grób Tadeusza Płużańskiego na Starych Powązkach

Ojciec Tadeusza M. Płużańskiego, dziennikarza i historyka.

## Publikacje
Publikacje książkowe
- 1963 – Teilhard de Chardin
- 1967 – Mounier
- 1967 – Marksizm a fenomen Teilharda
- 1970 – Paradoks w nowożytnej filozofii chrześcijańskiej
- 1972 – Myśl katolicka a cywilizacja współczesna (wyd. Towarzystwo Krzewienia Kultury Świeckiej)
- 1974 – Pascal (2001, ISBN 83-214-1247-5)
- 1977 – Człowiek między niebem a ziemią
- 1980 – Humanizm i struktury
- 1983 – Sprzeczność prowadzi naprzód
- 1988 – Poszukiwania: Szkice z filozofii człowieka
- 1989 – Filozoficzna myśl zachodniego oświecenia: od starożytności do okresu oświecenia
- 1993 – Przyjaciel mądrości
- 1995 – Filozofia dla ekonomistów
- 1996 – Z otchłani – wspomnienia; wznowione w 2014 r. ISBN 978-83-64649-01-1
- 2000 – Filozofia dla prawników

Tomiki wierszy
- 1998 – De profundis
- 2001 – Światło w labiryncie